# 西姆德加
西姆德加（Simdega），是印度贾坎德邦Gumla县的一个城镇。总人口33962（2001年）。

## 人口
该地2001年总人口33962人，其中男性17518人，女性16444人；0—6岁人口5108人，其中男2633人，女2475人；识字率68.02%，其中男性为72.97%，女性为62.75%。